# Eppingen (stacja kolejowa)
Eppingen (niem: Bahnhof Eppingen) – stacja kolejowa w Eppingen, w regionie Badenia-Wirtembergia, w Niemczech. Jest stacją węzłową na linii Kraichgaubahn (linia Heilbronn-Eppingen-Karlsruhe) oraz na linii ze Steinsfurt. Jest obsługiwana przez linię S4 Stadtbahn Karlsruhe i Tramwaje w Heilbronn oraz linię S5 S-Bahn Ren-Neckar.

## Budynek dworca
Budynek dworca powstał w 1879 roku i istnieje do dziś. Powstał według projektu architekta Ludwiga Diemera w stylu włoskiego neorenesansu. Historyczny budynek od 1 stycznia 2013 roku należy do miasta Eppingen i jest uznawany za zabytek. Od września 2013 roku budynek dworca przechodzi generalny remont.

## Linie kolejowe
- Kraichgaubahn
- Steinsfurt – Eppingen